# متحف صباح

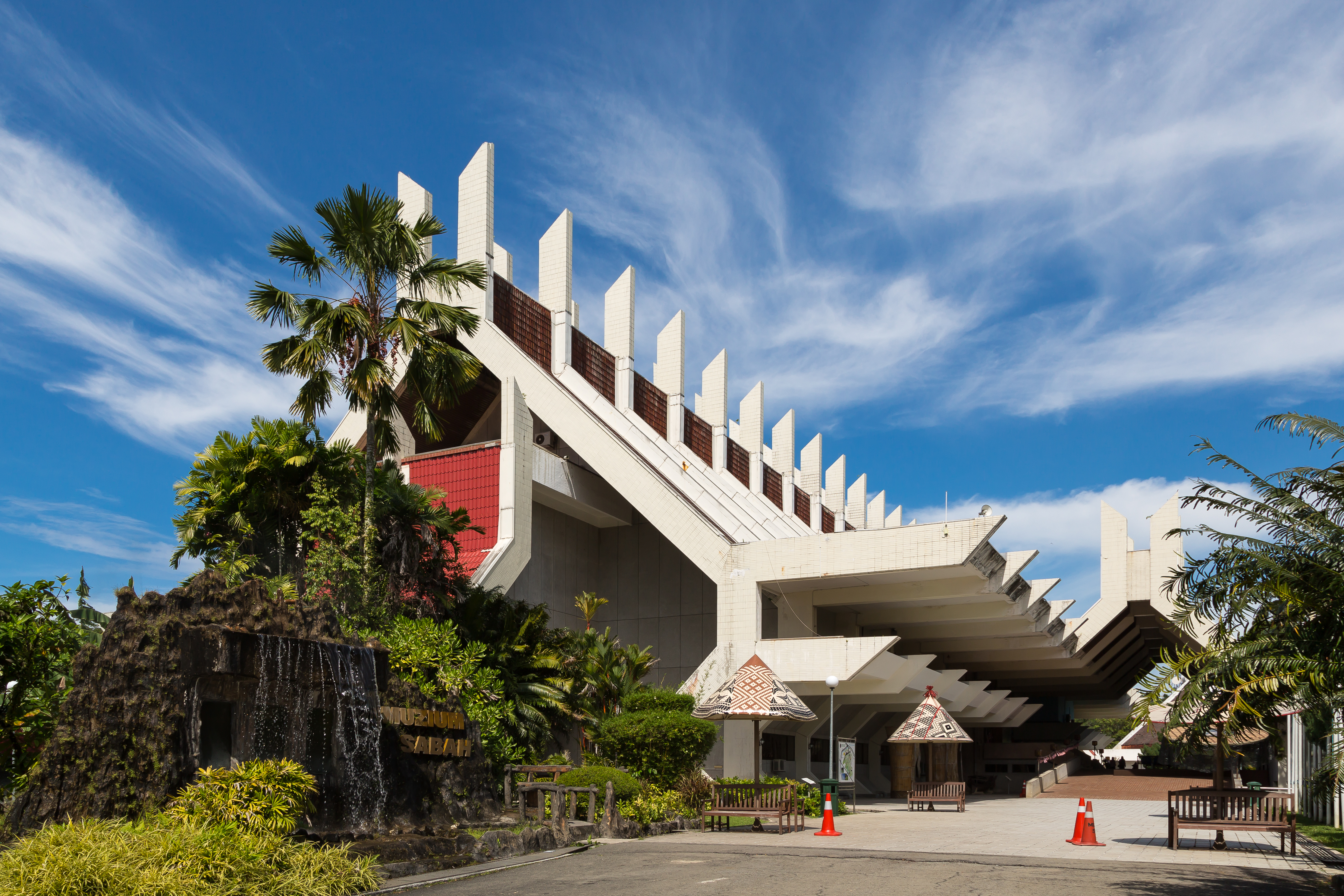
متحف صباح

متحف صباح (الملايو: Muzium Sabah) هو متحف ولاية صباح في ماليزيا. وهو مشيد على 17 هكتار من الأراضي في بوكيت استانا لاما في كوتا كينابالو عاصمة الولاية. لا يحتوي المجمع على المتحف فقط، ولكن أيضا حديقة إثنوتينية وحديقة حيوان وقرية تراثية. المبنى الرئيسي يضم أيضا معرض صباح للفنون. معارض أخرى تغطي الحضارة الإسلامية وعلم الآثار والتاريخ والتاريخ الطبيعي والسيراميك والأدوات النحاسية. مهمة المتحف هي جمع وحفظ المستندات الإثنوغرافية والأثرية والتاريخية والنباتية والحيوانية والمعدنية المجموعة من جميع أنحاء الدولة، وإجراء البحوث على أهمية الجوانب المثيرة للاهتمام في التاريخ والثقافة الاجتماعية والتاريخ الطبيعي.

## التاريخ
أنشئ المتحف في عام 1965 في متجر في شارع غايا، كوتا كينابالو. ويرجع ذلك إلى حد كبير إلى جهود جمعية صباح. ما جمعه جورج كاثكارت وولي من الصور واليوميات وغيرها من القطع الأثرية التي تركتها حكومة ولاية صباح، شكّل نواة المتحف. وكان أول أمين للمتحف (إ. ج. بيرويك). في عام 1981، أصبح تحت إشراف وزارة خدمات المجتمع ثم في عام 1982 تحت إشراف وزارة الثقافة والشباب والرياضة. انتقل إلى موقعه الحالي في عام 1984. افتتح المتحف الجديد رسميا في 11 نيسان / أبريل 1984 على يد الحاكم السابع لولاية فهغ السلطان أحمد شاه.

## معرض صور

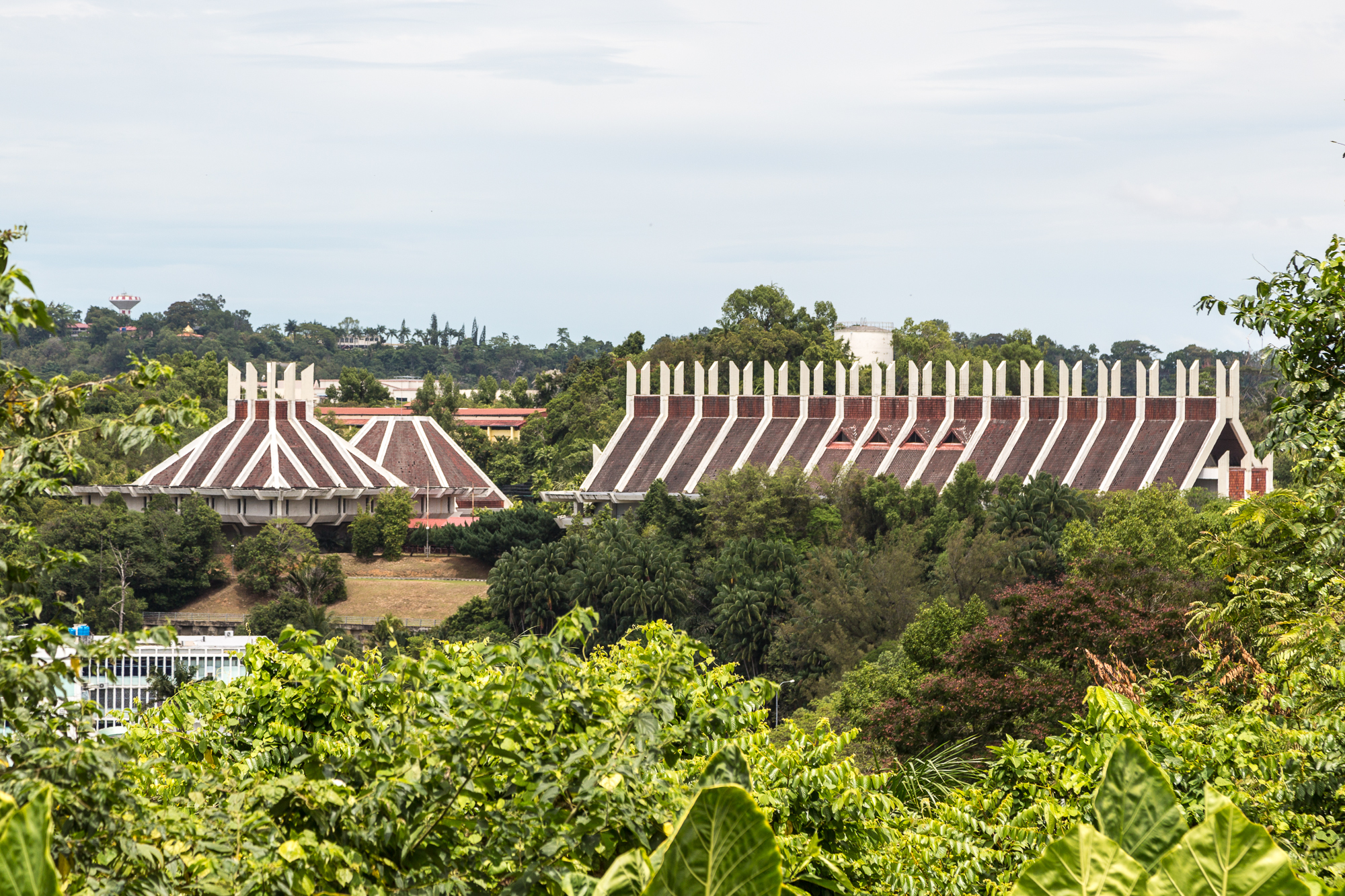
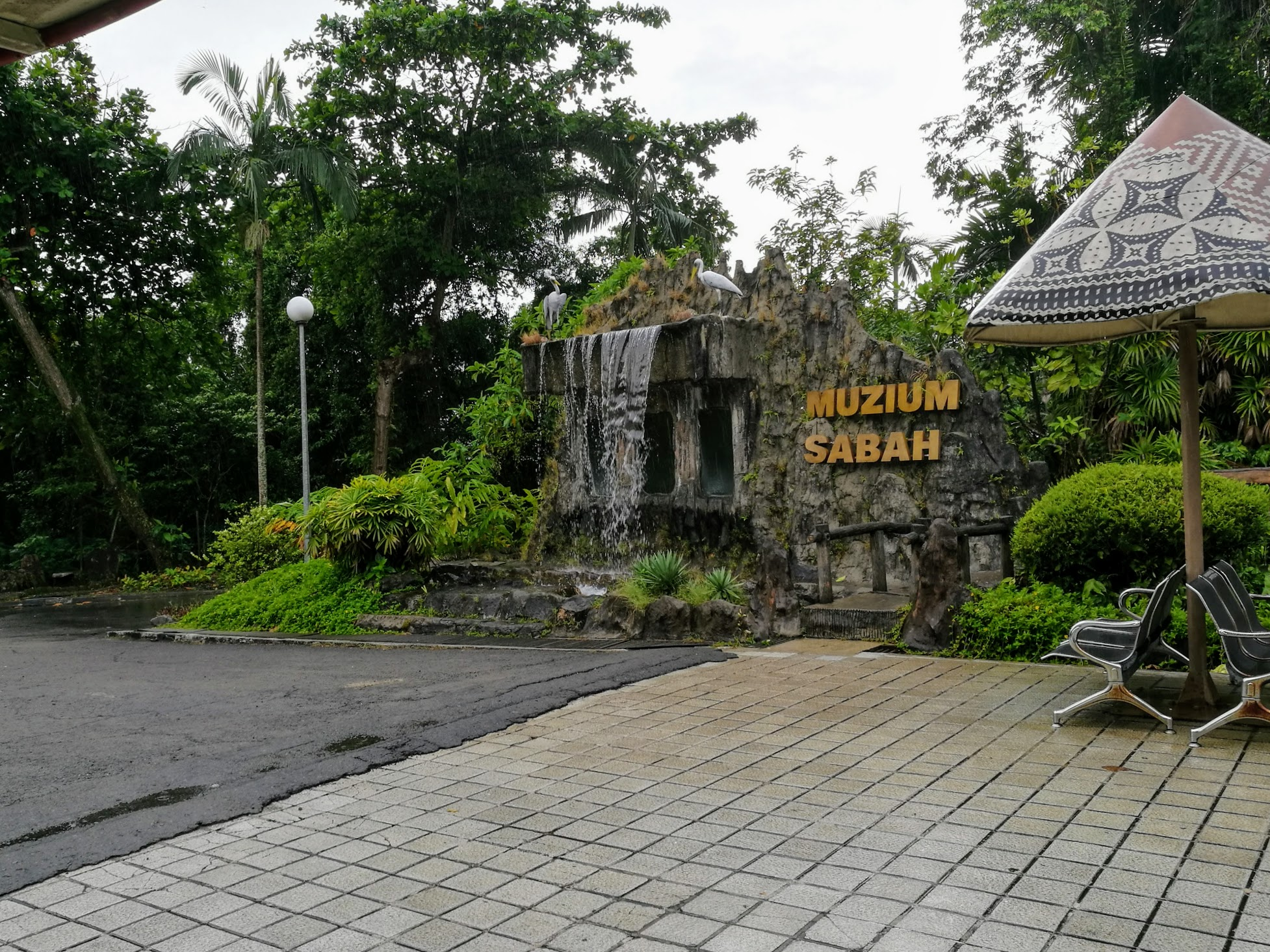
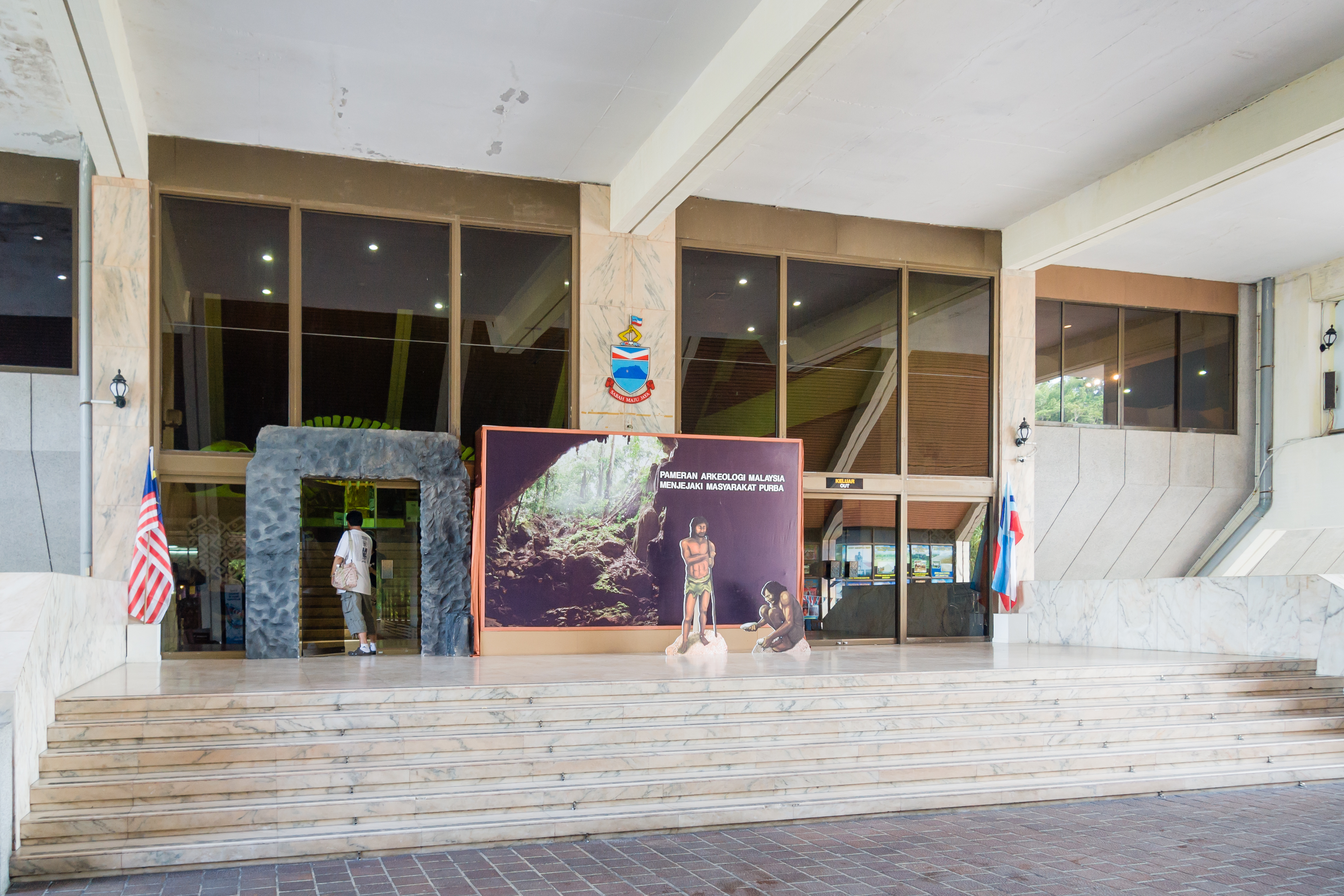
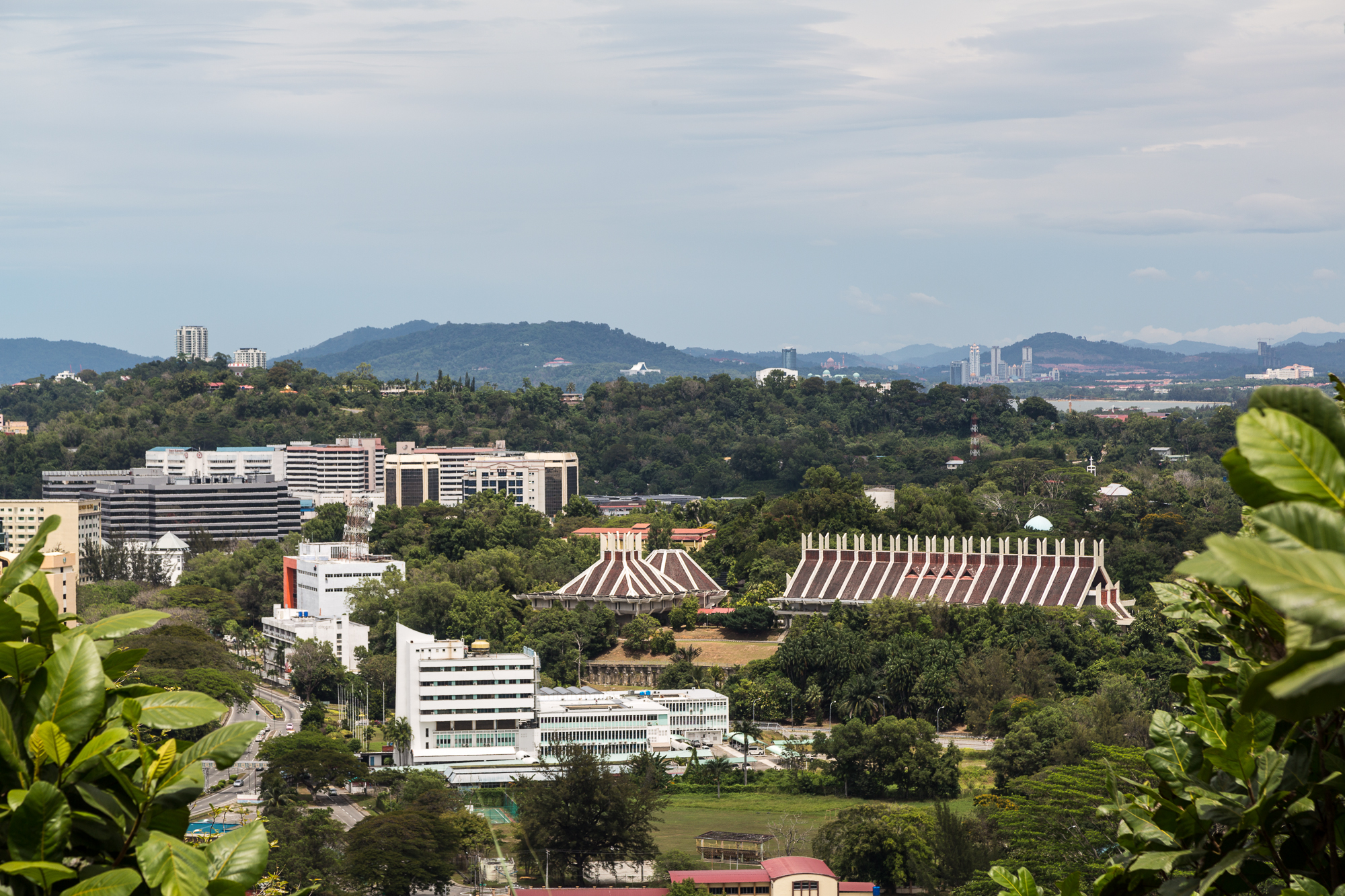

## وصلات خارجية
- الموقع الرسمي

إحداثيات: 5°57′38″N 116°04′18″E / 5.96056°N 116.07167°E